# Takashi Umeda
Takashi Umeda (梅田 高志 Umeda Takashi?), född 30 maj 1976 i Gifu prefektur, är en japansk före detta fotbollsspelare.
Umeda började sin karriär 1995 i Seino Transportation. 1998 flyttade han till Oita Trinita. 2008 blev han utlånad till FC Gifu. Han gick tillbaka till Oita Trinita 2009. Han spelade 246 ligamatcher för klubben. Han avslutade karriären 2010.